# 成田市立遠山小学校
成田市立遠山小学校（なりたしりつ とおやましょうがっこう）は、千葉県成田市小菅にある公立小学校。

## 概要
成田市の南に位置し、成田国際空港に隣接した畑作を中心とした農家が点在する地域にある。校地は三方を学校林「駒の森」に囲まれ貴重な里山の自然が大切に守られている。

## 沿革
- 1873年（明治6年）小菅に叢ヶ崎小学校が開校（のちの小菅小学校）[2]。
- 1876年（明治9年）頃 - 吉倉小学校が開校している[3]。
- 1891年（明治24年）駒井野に三里塚小学校開校[4]。
- 1902年（明治35年） - 小菅・吉倉・駒井野・堀之内にあった4小学校が合併して、明治35年駒井野に遠山尋常小学校開校[5]。堀之内に分教場（のちの遠山東小学校、さらに成田東小学校。）を設置[5][6]。
- 1920年（大正9年） - 児童数の増加に伴い大正9年に駒井野の三里塚地区に分教場（のちの三里塚小学校と改称）を設置[5]。
- 2014年（平成26年）4月 - 3月をもって閉校した成田東小学校を統合[7]。

## 学区
小菅、大山、久米野、吉倉、川栗、畑ケ田の一部、大清水の一部、駒井野、取香、堀之内、長田、十余三、天神峰、東峰

## 進学
- 成田市立遠山中学校